# Korotyaevirhinus necopinus orientalis
Korotyaevirhinus necopinus orientalis es una subespecie de coleóptero de la familia Attelabidae.

## Distribución geográfica
Habita en Tailandia y Vietnam.